# I'm Gonna Be Alright
"I'm Gonna Be Alright" (Tiếng Việt: Em Sẽ Ổn Thôi) là ca khúc được trình bày bởi ca sĩ người Mỹ Jennifer Lopez từ album phòng thu thứ hai của cô mnag tên J.Lo (2001). Một bản phối lại của ca khúc được mang tên "I'm Gonna Be Alright" (Track Masters Remix), sau đó được xuất hiện trong album phối lại của cô mang tên J to tha L-O!: The Remixes (2002). Ca khúc được phát hành vào năm 2002 và là đĩa đơn quảng bá thứ hai của album, bản phối lại được sản xuất bởi Poke & Tone of Trackmasters và được kết hợp với nghệ sĩ rap Nas. Đĩa đơn có hai mặt A & B, ở mặt sau của đĩa đơn còn kèm theo ca khúc Alive của Lopez. Ca khúc vươn lên vị trí thứ 10 trên bảng xếp hạng Billboard Hot 100, trở thành đĩa đơn thứ sáu của Lopez nằm trong Top 10.
Bản gốc của Track Masters Remix có sự góp mặt của 50 Cent. Trong thời điểm đĩa đơn phát hành, Nas đã chọn bản dành cho Radio để trình diễn. Nas đã trình bày lại phần đọc rap của mình nên ca khúc cắt lại còn 2:52, trở thànhbecoming the Track Masters Remix Radio Edit.
Bài hát mang nhạc nền của bài hát "I Got 5 on It" và mang giai điệu của bài hát "Why You Treat Me So Bad".

## Tranh cãi
Ngoài thành công của bài hát là một số tranh cãi về bản radio và bản gốc cũng như quan hệ bạn bè của 50 Cent và Nas. Lopez và hãng Epic Records quyết định chọn Nas vì họ thấy Nas có tiềm năng giúp bài hát vươn lên nhiều vị trí cao trên các bảng xếp hạng. Điều này đã làm 50 Cent rất bực tức vì anh cho rằng Nas đã phản bội anh. Trong thời gian phát hành đĩa đơn thì tên tuổi của 50 Cent vẫn chưa lớn trong ngành âm nhạc. 50 Cent đã phát biểu rằng anh không tức giận vì Lopez mà tức giận vì Nas. Theo người quản lý của Jennifer, anh nói rằng quyết định này là hoàn toàn thích hợp với đĩa đơn. Bản của 50 Cent chỉ xuất hiện trong album phối lại J to tha L-O!: The Remixes (Khi đó không xuất hiện trong album tại Anh). Ngược lại, bản của Nas được xuất hiện trong album phòng thu của Lopez mang tên This Is Me... Then của cô (bản tại Anh). Việc quảng cáo đĩa đơn hướng khá nhiều về Nas vì vậy gây ra một số tranh cãi trong quá trình phát hành và quảng bá.

## Video ca nhạc
Video của ca khúc được quay bởi đạo diễn Dave Meyers tại quê hương của Lopez the Bronx, thành phố New York, cùng sự xuất hiện của Nas. Video xoay quanh về một ngày nắng nóng tại New York kèm theo cảnh Lopez đang ở tiệm giặt ủi, tắm nắng, nghe nhạc ở một tiệm đĩa và chơi bóng rổ trên đường. Đây đồng thời là video thứ hai có sự góp mặt của chồng cũ của cô Cris Judd.

## Danh sách ca khúc
Đĩa CD hai mặt kèm theo ca khúc "Alive"
1. "I'm Gonna Be Alright" (Track Masters Remix cùng Nas) – 2:52
2. "I'm Gonna Be Alright" (Track Masters Remix) – 3:14
3. "I'm Gonna Be Alright" (Track Masters Remix)/Nhạc nền – 3:14
4. "Alive" (Thunderpuss Club Mix) – 8:51
5. "Alive" (Thunderpuss Tribe-A-Pella) – 7:50

Đĩa CD hai mặt kèm theo ca khúc "Walking on Sunshine"
1. "I'm Gonna Be Alright" (Track Masters Remix cùng Nas) – 2:52
2. "I'm Gonna Be Alright" (Track Masters Remix) – 3:14
3. "Walking on Sunshine" (Metro Remix) – 5:50
4. "I'm Gonna Be Alright" (Track Masters Remix cùng Nas) (Video)

Đĩa CD tại châu Âu
1. "I'm Gonna Be Alright" (Track Masters Remix cùng Nas) – 2:52
2. "I'm Gonna Be Alright" (Track Masters Remix) – 3:14

Đĩa CD tại Úc
1. "I'm Gonna Be Alright" (Track Masters Remix cùng Nas) – 2:52
2. "I'm Gonna Be Alright" (Track Masters Remix) – 3:14
3. "Pleasure Is Mine" – 4:17
4. "No Me Ames" (Pablo Flores Club Remix) (cùng Marc Anthony) – 4:34

## Bảng xếp hạng
| Bảng xếp hạng (2002)                     | Vị trí |
| ---------------------------------------- | ------ |
| Úc (ARIA)                                | 16     |
| Áo (Ö3 Austria Top 40)                   | 25     |
| Bỉ (Ultratop 50 Flanders)                | 9      |
| Bỉ (Ultratop 50 Wallonia)                | 26     |
| Canada (Canadian Hot 100)                | 29     |
| Đan Mạch (Tracklisten)                   | 9      |
| Châu Âu Hot 100 Singles (Billboard)      | 5      |
| Phần Lan (Suomen virallinen lista)       | 18     |
| Pháp (SNEP)                              | 12     |
| Đức (GfK)                                | 6      |
| Hungary (Single Top 40)                  | 8      |
| Ireland (IRMA)                           | 13     |
| Hà Lan (Single Top 100)                  | 10     |
| New Zealand (Recorded Music NZ)          | 30     |
| Na Uy (VG-lista)                         | 10     |
| Thụy Điển (Sverigetopplistan)            | 22     |
| Thụy Sĩ (Schweizer Hitparade)            | 4      |
| Anh Quốc (OCC)                           | 3      |
| Hoa Kỳ Billboard Hot 100                 | 10     |
| Hoa Kỳ Hot R&B/Hip-Hop Songs (Billboard) | 32     |

### Chứng nhận
| Quốc gia | Tổ chức | Chứng nhận | Số đĩa |
| -------- | ------- | ---------- | ------ |
| Úc       | ARIA    | Vàng       | 35,000 |